# Ойтуз (Констанца)
Ойтуз (рум. Oituz) — село у повіті Констанца в Румунії. Входить до складу комуни Луміна.
Село розташоване на відстані 193 км на схід від Бухареста, 19 км на північний захід від Констанци, 127 км на південь від Галаца.

## Населення
За даними перепису населення 2002 року у селі проживали 717 осіб. Рідною мовою 716 осіб (99,9%) назвали румунську.
Національний склад населення села:
| Національність | Кількість осіб | Відсоток |
| -------------- | -------------- | -------- |
| румуни         | 711            | 99,2%    |
| німці          | 6              | 0,8%     |